# بلال آرزو
بلال آرزو (من مواليد 28 ديسمبر 1988) هو لاعب كرة قدم أفغاني ويلعب حاليا لصالح نادي أسكر النرويجي ومنتخب أفغانستان لكرة القدم. يحمل اللاعب القميص رقم 9 ويلعب في مركز الهجوم. يعتبر اللاعب الهداف التاريخي لمنتخب بلاده برصيد 7 أهداف سجل معظمها في كأس جنوب آسيا لكرة القدم 2011. بدأ اللعب مع المنتخب الوطني حديثا وقد بدأ هوياته وهي تسجيل الأهداف في مباراته الثانية معه وكان ذلك في مرمى منتخب فلسطين في تصفيات كأس العالم لكرة القدم 2014 خارج أرضهم. وفي بطولة جنوب آسيا سجل آرزو 4 أهداف على بوتان وقد كان يحمل شارة القيادة في تلك المباراة. كان اللاعب الهداف الثاني للبطولة بستة أهداف سجلوا في 5 مباريات.

## الأهداف الدولية
تبين نتيجة منتخب أفغانستان أولا.
| #  | الموعد        | المكان          | الخصم  | النتيجة | الحصيلة | المسابقة                            |
| -- | ------------- | --------------- | ------ | ------- | ------- | ----------------------------------- |
| 1. | 3 يوليو 2011  | الرام، فلسطين   | فلسطين | 1–1     | 1–1     | تصفيات كأس العالم لكرة القدم 2014   |
| 2. | 3 ديسمبر 2011 | نيو دلهي، الهند | الهند  | 1–0     | 1–1     | كأس اتحاد جنوب آسيا لكرة القدم 2011 |
| 3. | 7 ديسمبر 2011 | نيو دلهي، الهند | بوتان  | 3–0     | 8–1     | كأس اتحاد جنوب آسيا لكرة القدم 2011 |
| 4. | 7 ديسمبر 2011 | نيو دلهي، الهند | بوتان  | 4–0     | 8–1     | كأس اتحاد جنوب آسيا لكرة القدم 2011 |
| 5. | 7 ديسمبر 2011 | نيو دلهي، الهند | بوتان  | 5–1     | 8–1     | كأس اتحاد جنوب آسيا لكرة القدم 2011 |
| 6. | 7 ديسمبر 2011 | نيو دلهي، الهند | بوتان  | 8–1     | 8–1     | كأس اتحاد جنوب آسيا لكرة القدم 2011 |
| 7. | 9 ديسمبر 2011 | نيو دلهي، الهند | نيبال  | 1–0     | 1–0     | كأس اتحاد جنوب آسيا لكرة القدم 2011 |

## روابط خارجية
- بلال آرزو على موقع IMDb (الإنجليزية)
- بلال آرزو على موقع قاعدة بيانات كرة القدم.إي يو (الإنجليزية)
- بلال آرزو على موقع ناشيونال فوتبول تيمز (الإنجليزية)
- بلال آرزو على موقع Soccerway.com (الإنجليزية)
- بلال آرزو على موقع عالم كرة القدم.نت (الإنجليزية)
- بلال آرزو على موقع كووورة